# Borovička (nápoj)

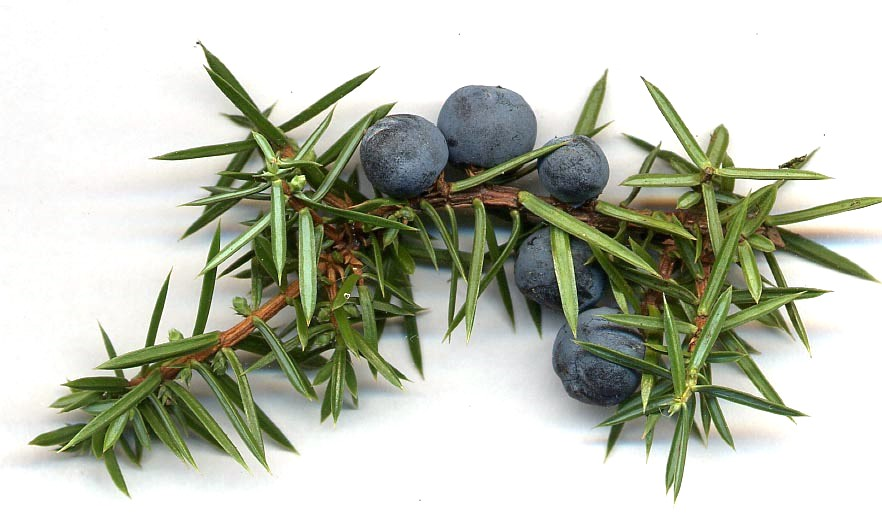
Jalovčinky

Borovička (od borievka – slovensky jalovec) je alkoholický destilát někdy označovaný jako slovenský národní alkoholický nápoj. V Česku se podobný alkoholický nápoj nazývá také jalovcová. Má chuť a aroma po jalovčinkách, plodech jalovce (rod Juniperus, slovensky borievka), z nichž se vyrábí (podobně jako například gin). Nápodobou pravé borovičky je líh, do něhož se přidá jalovcová silice (běžně nesprávně nazývaná jalovcový olej).
Patří do skupiny ovocných destilátů. Má osvěžující účinky, obsažený jalovec údajně podporuje látkovou přeměnu.
V rámci Evropské unie jsou do této kategorie zařazeny jalovcové destiláty chráněné obchodními značkami Spišská borovička, Slovenská borovička, Juniperus, Inovecká borovička a Liptovská borovička. Prodávat ovocné destiláty pod těmito názvy je možné pouze u nápojů vyrobených na Slovensku.  

## Etymologie
Slovo „borovička“ pochází ze slovenského „borievka“, česky jalovec.